# Adagio Tour
Adagio Tour es la quinta gira de conciertos de la cantante española Mónica Naranjo, bajo un proyecto de realizar una gira acompañada por una orquesta sinfónica, la Symphonic Film Orchestra de Madrid (Orquesta Sinfónica de Cine de Madrid), con un repertorio basado en los grandes éxitos de su carrera musical pero con un nuevo sonido. Se inició el 14 de mayo de 2009 en el Palacio de Congresos y Exposiciones  de Granada  y terminó el 2 de diciembre de 2010 en el Auditorio de Barcelona.

## Repertorio de la gira
1. Leitmotive 'El despertar'
2. "Europa"
3. "Inmensidad"
4. "Desátame"
5. "Qué imposible"
6. "Usted"
7. Leitmotive 'La inocencia'
8. "Empiezo a recordarte"
9. "Sobreviviré"
10. "Idilio"
11. "Todo mentira"
12. Leitmotive 'La soledad'
13. "Siempre fuiste mío"
14. "Kambalaya"
15. "Ámame o déjame"
16. "Amor y lujo"
17. Leitmotive 'El reencuentro'

| Notas                                                                                                  |
| --- |
| - Idilio fue reemplazada por Óyeme para la gira por México y posteriores conciertos en España en 2010. |

## Fechas de la gira
| Europa                   |                        |           |                                            |
| 14 de mayo de 2009       | Granada                | España    | Palacio de Exposiciones y Congresos        |
| 28 de mayo de 2009       | Madrid                 | España    | Palacio de Congresos                       |
| 5 de junio de 2009       | Bilbao                 | España    | Palacio Euskalduna                         |
| 6 de junio de 2009       | Zaragoza               | España    | Auditorio de Zaragoza                      |
| 12 de junio de 2009      | Barcelona              | España    | Auditorio del Fórum                        |
| 18 de junio de 2009      | Valladolid             | España    | Teatro Calderón                            |
| 26 de junio de 2009      | Sevilla                | España    | Auditorio Rocío Jurado                     |
| 3 de julio de 2009       | Jaén                   | España    | Plaza Santa María de Baeza                 |
| 11 de julio de 2009      | Valencia               | España    | Palau de la Música                         |
| 18 de julio de 2009      | Elche                  | España    | Parc Municipal                             |
| 25 de julio de 2009      | Cádiz                  | España    | Plaza de la Catedral                       |
| América Latina           |                        |           |                                            |
| 16 de octubre de 2009    | Ciudad de México       | México    | Teatro de la Ciudad                        |
| Europa                   |                        |           |                                            |
| 10 de diciembre de 2009  | Málaga                 | España    | Teatro Cervantes                           |
| 2 de enero de 2010       | Murcia                 | España    | Auditorio de Murcia                        |
| 8 de enero de 2010       | Madrid                 | España    | Palacio de Congresos                       |
| 15 de enero de 2010      | San Sebastián          | España    | Auditorio Kursaal                          |
| 23 de enero de 2010      | Santa Cruz de Tenerife | España    | Recinto Ferial y Congresos del Magma       |
| 28 de enero de 2010      | Barcelona              | España    | Palacio de la Música Catalana              |
| 6 de febrero de 2010     | Granada                | España    | Palacio de Exposiciones y Congresos        |
| 19 de febrero de 2010    | Ciudad Real            | España    | Teatro Quijano                             |
| 24 de febrero de 2010    | Alicante               | España    | Teatro Principal                           |
| 25 de febrero de 2010    | Alicante               | España    | Teatro Principal                           |
| 6 de marzo de 2010       | Roquetas de Mar        | España    | Auditorio                                  |
| 17 de marzo de 2010      | Salamanca              | España    | Centro de las Artes Escénicas de la Música |
| 25 de marzo de 2010      | Oviedo                 | España    | Auditorio Príncipe Felipe                  |
| 17 de abril de 2010      | La Coruña              | España    | Coliseum                                   |
| 11 de junio de 2010      | Mérida                 | España    | Teatro Romano                              |
| 10 de julio de 2010      | Ceuta                  | España    | Patio Murallas Reales                      |
| 17 de julio de 2010      | León                   | España    | León Arena                                 |
| 28 de agosto de 2010     | Murcia                 | España    | Plaza Antonio Cortigos de Águilas          |
| 5 de septiembre de 2010  | Granada                | España    | Plaza de la Constitución de Guadix         |
| 10 de septiembre de 2010 | Albacete               | España    | Caseta de los Jadinillos                   |
| América Latina           |                        |           |                                            |
| 4 de noviembre de 2010   | Caracas                | Venezuela | Terraza del C.C.C.T.                       |
| 6 de noviembre de 2010   | Ciudad de México       | México    | Auditorio Nacional                         |
| Europa                   |                        |           |                                            |
| 2 de diciembre de 2010   | Barcelona              | España    | Auditorio de Barcelona                     |